# Corcoaia
Corcoaia este un personaj din legendele și miturile românești legate de valea Cernei. 

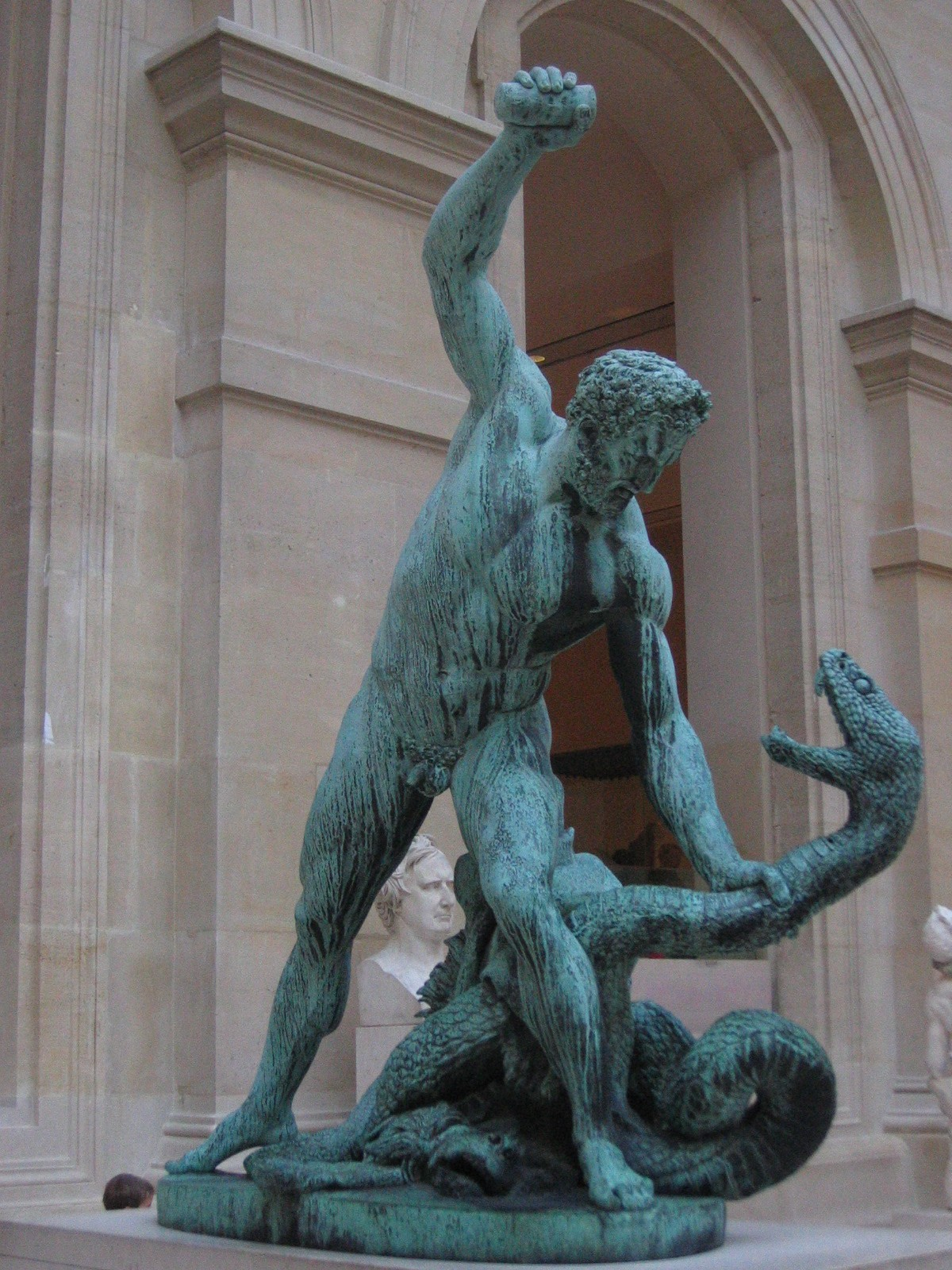
Heracle
(Muzeul Luvru)

În funcție de versiunile legendei sau basmului, Corcoaia este fie o femeie bătrână care îl îndrumă pe eroul Heracle (Hercule), fie însuși balaurul cu care acesta se luptă (cu consecințe geologice petru cursul rîului Cerna), între Banat și Mehedinți. Vezi și Cheile Corcoaiei (Cheile Corcoaia) și toponimul Corcova, situat în județul Mehedinți, nu departe de valea Cernei. 
Romanii au numit izvoarele termale din apropiere apele sacre ale lui Hercule, iar numele băilor stabilit în timpul domniei împăratului habsburgic Franz-Josef I, Herkulesbad (Băile Herculane), a perpetuat tradiția.
Potrivit unor cercetători etnologi, legenda Corcoaiei și a lui Heracle (peste acesta, localnicii au suprapus figura mitică Iovan Iorgovan; vezi și Iorgu Iorgovan) este similară mitului grec antic al confruntării dintre Heracle și hidra din Lerna.